# 2012年ロンドンオリンピックのリビア選手団
2012年ロンドンオリンピックのリビア選手団（2012ねんロンドンオリンピックのリビアせんしゅだん）は、2012年7月27日から8月12日までイギリスのロンドンで開催されたロンドンオリンピックリビア選手団の名簿。

## 選手団
- 人員: 選手 4人
- 開会式旗手: エルガディ・ソフヤン

## 種目別選手・スタッフ名簿及び成績

### 陸上競技
- アリ・マブルーク・ザイディ（男子マラソン）途中棄権
- Hala Gezah（女子100m）13秒24 予備予選敗退

### 柔道
- Ahmed Yousef Elkawiseh（男子66kg級）第2回戦敗退

### 競泳
- エルガディ・ソフヤン（男子100mバタフライ）56秒99 予選敗退